# Hoàng thất Nhật Bản

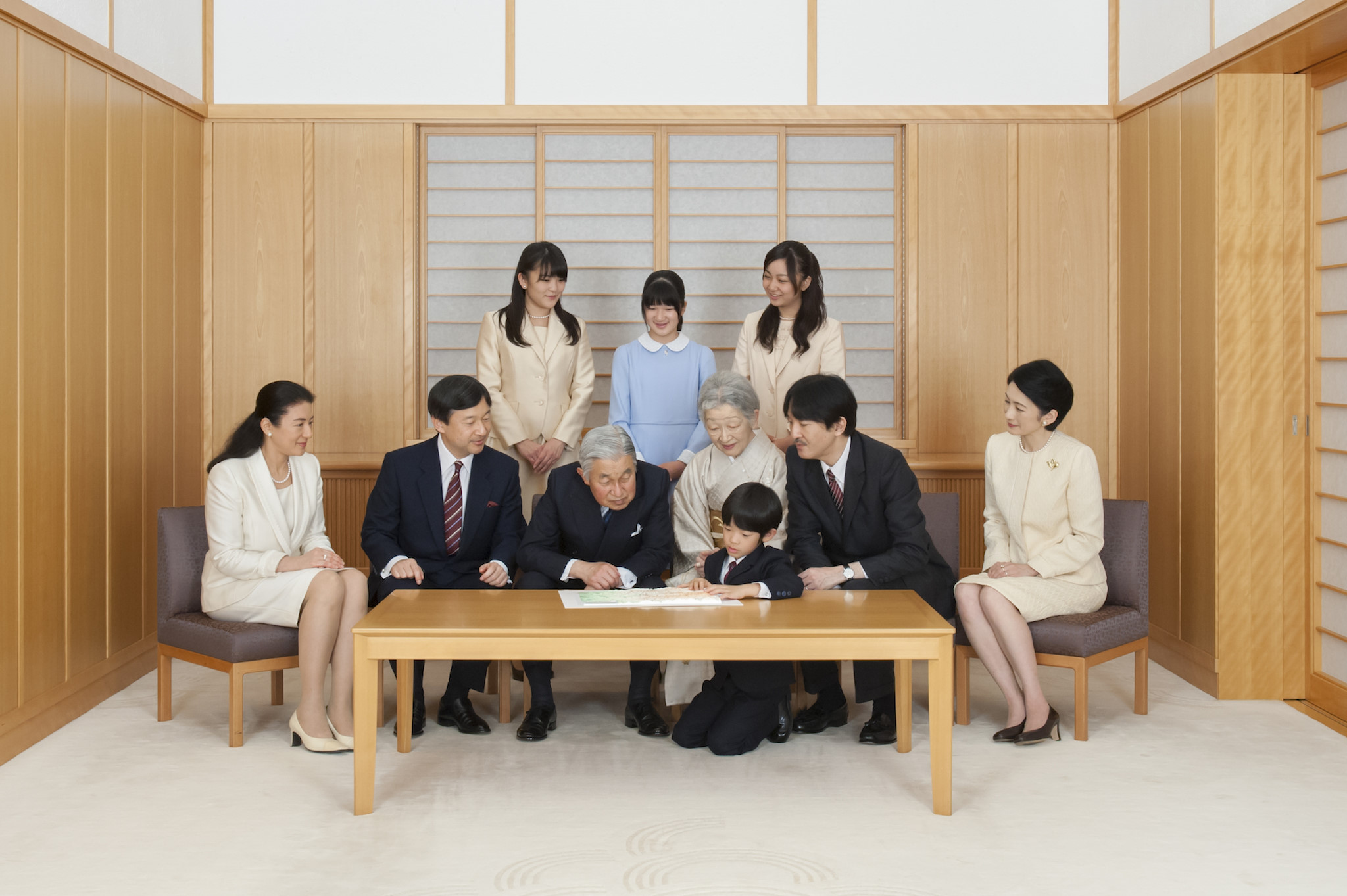
Hoàng thất Nhật Bản năm 2013

Hoàng thất Nhật Bản (kanji: 皇室, rōmaji: kōshitsu, phiên âm Hán-Việt: Hoàng Thất) là tập hợp những thành viên trong đại gia đình của đương kim Thiên hoàng. Theo Hiến pháp hiện hành của Nhật Bản, Thiên hoàng là biểu tượng của quốc gia và sự đoàn kết dân tộc (日本国の象徴であり日本国民統合の象徴). Tuy Thiên hoàng không chính thức là nguyên thủ quốc gia, nhưng ông vẫn thường được coi là một vị nguyên thủ quốc gia. Các thành viên khác trong Hoàng thất mang những trách nhiệm về nghi lễ nhưng không được tham chính.
Nhà Yamato của Nhật Bản là Triều đại thừa tập lâu dài nhất trong lịch sử vẫn còn tồn tại. Hoàng thất công nhận 126 vị Thiên hoàng chính thống kể từ Thiên hoàng đầu tiên là Thần Vũ (神武天皇, Jimmu) bắt đầu vào ngày 11 tháng 2 năm 660TCN cho đến đương kim Thiên hoàng Naruhito (令和, Lệnh Hòa).

## Các thành viên hiện tại của Hoàng thất
Theo Hoàng Thất Điển Phạm (皇室典範) năm 1947, các thành viên của Hoàng thất bao gồm: Hoàng hậu, Hoàng thái hậu, Thái hoàng Thái hậu, Thái tử, Thái tôn, Thân vương, Nội Thân vương, Thiên Hoàng và Nữ Thiên Hoàng, Hoàng nữ, Hoàng nam.
Hiện tại Hoàng thất Nhật Bản có 18 người, được chia ra thành nhiều cung:

### Minh Nhân viện
- Thượng hoàng Akihito, đăng quang năm 1990, lấy niên hiệu là Heisei (平成 (Bình Thành)?), thoái vị năm 2019.
- Thượng Hoàng hậu Michiko, trước khi cưới Thượng hoàng Akihito có tên là Shōda Michiko (正田 美智子 (Chính Điền Mỹ Trí Tử)?).

### Nội đình
- Thiên hoàng Naruhito, đăng quang năm 2019, lấy niên hiệu là Reiwa (令和 (Lệnh Hòa)?).
- Hoàng hậu Masako, trước khi cưới Thiên hoàng Naruhito có tên là Owada Masako (小和田 雅子 (Tiểu Hòa Điền Nhã Tử)?), con gái của cựu Bộ trưởng ngoại giao và Đại diện thường trực của Nhật tại Liên Hợp Quốc Owada Hisashi (小和田 恆 (Tiểu Hòa Điền Hằng)?).

### Thu Tiểu cung
- Hoàng tự Fumihito, con trai thứ hai của Thượng hoàng Akihito, là đương kim hoàng thái đệ Nhật Bản sau khi anh trai là Thiên hoàng Naruhito đăng quang.
- Hoàng tự phi Kiko, con của tiến sĩ Kawashima Tatsuhiko, Giáo sư môn kinh tế học tại Đại học Gakushuin.
  - Nội Thân vương Mako (sinh ngày 23 tháng 10 năm 1991) (đã từ bỏ tước vị và rời khỏi Hoàng thất Nhật Bản sau khi kết hôn với vị hôn phu thường dân)
  - Nội Thân vương Kako, con gái thứ hai của Thân vương Fumihito.
  - Thân vương Hisahito, con trai duy nhất của Thân vương Fumihito.

### Kính cung
- Nội Thân vương Aiko, con gái duy nhất của Thiên hoàng Naruhito và Hoàng hậu Masako.

### Thường Lục cung
- Thân vương Masahito, người con thứ sáu của Thiên hoàng Hirohito.
- Thân vương phi Hanako, con gái của Bá tước Tsugaru Yoshitaka.

### Tam Lạp cung
- Thân vương phi Nobuko, vợ của Thân vương Tomohito quá cố, con dâu của Thân vương Takahito.
  - Nữ vương Akiko, con gái của Thân vương Tomohito quá cố, cháu gái của Thân vương Takahito.
  - Nữ vương Yōko, con gái của Thân vương Tomohito quá cố, cháu gái của Thân vương Takahito.

### Cao Viên cung
- Thân vương phi Hisako, vợ của Thân vương Norihito quá cố.
  - Nữ vương Tsuguko, con gái của Thân vương Norihito quá cố.

## Việc kế vị trong Hoàng thất
Trong lịch sử Nhật Bản, ngai vàng thường chỉ được truyền cho dòng nam của Hoàng thất. Trước thời Minh Trị Duy tân, lịch sử Nhật có 8 nữ Thiên Hoàng, tất cả đều là Hoàng nữ trong Hoàng thất, không một ai kế vị với tư cách là vợ của vua đã mất, cũng như không có bất cứ vị nữ Thiên Hoàng nào kết hôn hoặc sinh con sau khi lên ngôi (để tránh nguy cơ ngai vàng chuyển sang dòng họ khác). Sau khi nữ Thiên Hoàng thoái vị hoặc qua đời, ngai vàng sẽ được trao lại cho một thành viên nam trong hoàng tộc.
Điều 2 trong hiến pháp hiện hành của Nhật ghi rằng "Ngai vàng là của Hoàng triều và được nhượng theo Hoàng thất Điển Phạm thông qua bởi Đế quốc Nghị Hội (帝國議会; Teikoku Gikai.)". Hoàng thất Điển Phạm năm 1947 thông qua bởi Đế quốc Nghị Hội cuối cùng (sau đó được thay bằng Quốc hội như hiện nay) không chấp nhận phụ nữ kế vị (giống như luật kế vị năm 1889). Chính phủ đương thời của Cố Thủ tướng Yoshida Shigeru (吉田茂) đã thông qua các đạo luật một cách vội vã để tuân theo bản hiến pháp do Hoa Kỳ định ra cho nước Nhật bại trận. Trong bộ luật 1947 này thì:
- Hoàng thất bị thu nhỏ lại đáng kể. Có 51 thành viên trong Hoàng thất bị phế bỏ tước vị trở thành thường dân. Sau thời điểm đó, chỉ còn duy nhất gia đình hoàng đế Hirohito và ba anh em của ông vẫn giữ quyền thành viên trong Hoàng gia.
- Chỉ có các nam thành viên của Hoàng thất có quyền kế vị. Thiên hoàng và tất cả các thành viên khác trong Hoàng thất không được quyền nhận con nuôi. Các Nội Thân vương (naishinnō) và Nữ vương (nyoō) nếu kết hôn với người ngoài Hoàng thất thì sẽ bị phế bỏ tước vị của mình và không còn được xem là thành viên của Hoàng thất.
- Các Thân vương (trừ Thái tử), Nội thân vương chưa kết hôn, vợ hoặc chồng của Thân vương hoặc Công chúa đã mất được phép rút ra khỏi Hoàng thất trở thành thường dân với sự chấp thuận của Hoàng thất Hội nghị (皇室会議 Kōshitsu Kaigi).

Cho đến tháng 9 năm 2006, Hoàng thất thiếu người kế vị sau Thái tử Naruhito. Sau khi Nội thân vương Aiko ra đời thì có nhiều tranh cãi về việc có nên hay không sửa đổi Hoàng thất Điển Phạm để Công chúa trở thành Hoàng thái tôn. Tháng 1 năm 2005, Thủ tướng Junichiro Koizumi tổ chức một ban cố vấn đặc biệt chuyên trách, gồm nhiều nhà thẩm phán, giáo sư và công chức để xem xét lại Hoàng thất Điển Phạm. Công việc kéo dài đến tháng 10 năm 2005, ban cố vấn đề nghị thay đổi điển lệ để cho con gái của dòng nam trong Hoàng thất được phép kế vị. Nhiều người dân ủng hộ thay đổi này. Vào tháng 1 năm 2007, cố Thủ tướng Nhật Bản là Abe Shinzō đã tuyên bố rằng ông sẽ có một đề xuất sửa đổi Điển Phạm Hoàng thất nhằm cho phép nữ giới kế vị. Đề xuất được đưa ra do trên thực tế thì cả hai Hoàng nam của Thiên Hoàng Akihito đều không có con trai. Nhưng với việc Thân vương Hisahito chào đời, ông Abe từ bỏ đề xuất và Điển Phạm sẽ không bị sửa đổi để cho phép chị họ của Thân vương Hisahito là Nội Thân vương Aiko, con gái duy nhất của thái tử Naruhito có thể trở thành nữ Thiên Hoàng. Cuộc tranh cãi kế vị tại Nhật Bản chấm dứt.
Mặc dù trong lịch sử Nhật Bản đã từng có đến 8 nữ Thiên Hoàng trị vì, song họ chỉ nắm giữ vị trí này tạm thời để "trông nom" ngai vàng. Những người kế vị các nữ Thiên Hoàng này sẽ được chọn từ các nam giới thuộc các nhánh khác của Hoàng tộc và họ sẽ kế vị các nữ Thiên Hoàng khi đủ lớn, đó là lý do vì sao các học giả truyền thống lập luận rằng việc nữ giới cai trị chỉ là tạm thời và truyền thống nam giới kế vị cần phải được duy trì.
Trong những năm gần đây, nhiều người đã đề xuất việc khôi phục danh hiệu cho một số Ōke - chi họ của Hoàng gia trước đây (đã bị tước tư cách thành viên Hoàng gia vào năm 1947) hoặc cho phép gia đình hoàng gia nhận nuôi các thành viên nam của các chi họ hoàng tộc khác, như một giải pháp cho việc kế vị ngai vàng Nhật Bản (trong trường hợp chi họ của Thiên Hoàng Akihito không còn con trai nối ngôi).